# 哈維·馬科斯
哈維·馬科斯（西班牙語：Javi Márquez；1986年5月11日—）是一位西班牙足球運動員。在場上的位置是中場。他現在效力於西班牙足球甲級聯賽球隊格拉納達足球俱樂部。他是在2014年夏季轉會至格拉納達的。